# マーガレット・マクミラン
マーガレット・マクミラン（Margaret MacMillan  OM CC CH FRSL FRSC FBA FRCGS、1943年12月23日 - ）は、カナダのオンタリオ州トロント出身の歴史家。イギリス首相デビッド・ロイド・ジョージの曾孫。トロント大学トリニティ・カレッジで現代史の修士号取得。オックスフォード大学セント・アントニーズ・カレッジで博士号を取得した。専門は、イギリス帝国現代史、国際関係論。カナダ国際問題研究所(CIIA)のメンバー。ピースメイカーズでカナダ総督賞・サミュエル・ジョンソン賞受賞。2022年、メリット勲章受章。
代表作「ピースメイカーズ」では1919年のパリ講和会議とその参加者達を詳細に描いており、日本全権団の提出した人種差別撤廃案については一章を割いて記述している。本作で2001年にダフ・クーパー賞を受賞した。
- 1975年：ライアソン大学教授
- 1995年-2003年：インターナショナル・ジャーナル共同編集者
- 2002年：トロント大学トリニティ・カレッジ学長
- 2007年：オックスフォード大学セント・アントニーズ・カレッジ学長

## 著作
- Women of the Raj, Thames and Hudson, 1988.
- Peacemakers: the Paris Conference of 1919 and its attempt to end war, J. Murray, 2002.

『ピースメイカーズ - 1919年パリ講和会議の群像』、稲村美貴子訳、芙蓉書房出版（上下）、2007年
- Nixon and Mao: the week that changed the world, Random House, 2007.
- Dangerous games: the uses and abuses of history, Modern Library, 2008.

『誘惑する歴史 - 誤用・濫用・利用の実例』、真壁広道訳、えにし書房、2014年
- The war that ended peace: how Europe abandoned peace for the First World War, Profile Books, 2014.

『第一次世界大戦――平和に終止符を打った戦争』、 真壁広道訳、えにし書房、2016年
- History's people: personalities and the past, Profile Books, 2016.

『ヒストリーズ・ピープル――人格と個性が歴史を変える』、真壁広道訳、えにし書房、2018年
- War: how conflict shaped us, Profile Books, 2020.

『戦争論――私たちにとって戦いとは』、真壁広道訳、えにし書房、2021年

### 編著
- Parties long estranged: Canada and Australia in the twentieth century, edited by Margaret MacMillan and Francine McKenzie, UBC Press, 2003.